# Allium nebrodense
Allium nebrodense — вид рослин з родини амарилісових (Amaryllidaceae); ендемік Сицилії, Італія.

## Опис
Стеблина висхідна. Пара червоних кігтів огортає суцвіття. Квітки жовті. 

## Поширення
Ендемік гір Мадоніе, Сицилія, Італія. Населяє відкриті, скелясті області до вершини гори.

## Загрози й охорона
Головною загрозою є пошкодження чужорідними видами (S. scrofa, D. dama), а також через рекреаційну діяльність.
Більшість або всі відомі субпопуляції знаходяться в межах Регіонального природного парку і місць Natura 2000.